# Желсон Дала
Жакинту Муонду „Желсон“ Дала (на португалски: Jacinto Muondo "Gelson" Dala) е анголски футболист, играещ като нападател за кувейтския Ал-Уакра и националния отбор на Ангола. Участник в Купата на африканските нации 2023 където нанизва 4 гола: (два в групите срещу Мавритания за победата с 3:2 и на 1/8 финала два гола за срещу Намибия при победата с 3:0.

## Успехи
Ангола
- Турнир на четирите нации
  - четвърто място (1): 2018[2]